# Луперкал
Луперка́л (лат. Lupercal, от lupa — волчица) — пещера на Палатине и одно из важнейших культовых мест в Риме. По легенде основания города, там волчица вскормила двух близнецов — Ромула и Рема, перед тем как они основали город в 753 г. до н. э.
Луперкал находился у подножия Палатина и был застроен при Октавиане Августе. В честь Луперкала названы римский праздник Луперкалии и коллегия жрецов — Луперции.
Итальянские археологи в 2007 году во время бурения в районе дворцов на Палатине открыли пещеру на глубине 17 метров и предполагают, что это и может быть собственно Луперкал.